# Gymnoscelis nigra
Gymnoscelis nigra là một loài bướm đêm trong họ Geometridae.